# Коли падають дерева
«Коли падають дерева» — копродукційний драматичний фільм України, Польщі та Македонії 2018 року, повнометражний дебют Марисі Нікітюк.
Світова кінофестивальна прем'єра фільму відбулася 20 лютого 2018 року в рамках конкурсної програми Panorama Berlinale 68-го Берлінського міжнародного кінофестивалю. Українська кіно фестивальна прем'єра фільму відбулася 19 липня 2018 на Одеському міжнародному кінофестивалі. В український обмежений кінопрокат фільм вийшов 13 вересня 2018 року.

## Сюжет
Події фільму відбуваються в українській провінції, де розгортається історія 5-літньої бунтівної Вітки, її двоюрідної сестри-підлітка Лариси та її коханого молодого бандита Шрама.
Після смерті батька перед Ларисою гостро постає питання подальшого її майбутнього. Лариса хоче творити свою долю власними руками, та за любов до бандита Шрама її осуджує родина. Бабуся, яка переживає лише за те, що скажуть люди, та змучена мати Лариси підштовхують її до стереотипного сценарію життя. Лариса і Шрам планують втекти разом подалі від бандитів, розрухи та родичів.

## У ролях
| • Соня Халаїмова     | … | Вітка     |
| • Максим Самчик      | … | «Шрам»    |
| • Анастасія Пустовіт | … | Лариса    |
| • Євген Григор'єв    | … | Костик    |
| • Алла Самойленко    | … | Тамара    |
| • Аеліта Назаренко   | … | Настя     |
| • Петро Пастухов     | … | Вітюля    |
| • Марія Трепікова    | … | Лєнка     |
| • Марія Свіжінська   | … | Остапівна |
| • Вадим Ковальов     | … | Роман     |
| • Іван Бліндар       | … |           |
| • Олександр Балабан  | … |           |
| • Володимир Джура    | … |           |

## Знімальна група
- Автор сценарію — Марися Нікітюк
- Режисер-постановник — Марися Нікітюк
- Продюсери — Ігор Савиченко, Роман Климпуш, Володимир Філіппов, Сергій Лавренюк
- Співпродюсери — Дарко Башескі, Даріуш Яблонський, Віолетта Камінскі, Ізабела Войцек
- Оператор — Міхал Енглерт
- Композитори — Микита Моісеєв, Александар Пейовскі
- Монтаж — Іван Банніков, Блаже Дулєв
- Художник-постановник — Влад Дудко
- Художники-гримери — Тетяна Хорошун, Тетяна Бовт
- Художник з костюмів — Костянтин Кравець
- Підбір акторів — Алла Самойленко

## Виробництво

### Кошторис
Стрічка стала одним із переможців Сьомого конкурсного відбору Державного агентства України з питань кіно та отримала державне фінансування у розмірі 10 млн грн, при загальному бюджеті у 22 мільйона гривень. Ще на етапі сценарію, який був написаний та розроблений в межах сценарної програми Незалежної кінофундації, фільм отримав підтримку Держкіно України, Польського Кіноінституту, македонського Агентства з питань кіно, відзнаку найкращого проекту в індустріальній секції Одеського міжнародного кінофестивалю 2014 року за найкращий пітчинг. Його також було презентовано на Baltic Events, DAB та MAIA Workshops.

### Підготовка та зйомки
У 2016 році сценарій фільму став переможцем церемонії 10 сесії ScripTeastAward, яка проводилась у рамках 69-го Каннського міжнародного кінофестивалю. Окрім премії імені Кшиштофа Кесльовського, сценарій Марисі Нікітюк «Коли падають дерева» також отримав грошову винагороду в 10 тис. євро на подальше виробництво фільму. Фрагменти фільму також були представлені у секціях Work-in-Progress фестивалів у Варшаві, Вільнюсі та Одесі, фільм пройшов доопрацювання в програмі First Cut у рамках індустріальної секції фестивалю в Трієсті.

### Мова фільму
«Коли падають дерева» став четвертим повнометражним фільмом в історії українського кінематографа, після фільму «Припутні» (2017), «Герой мого часу» (2018) та «Дике поле» (2018), де у більшості діалогів актори розмовляють суржиком.

## Реліз

### Кінофестивальний та кінопрокатний
Світова кінофестивальна прем'єра фільму відбулася 20 лютого 2018 року у рамках конкурсної програми Panorama Berlinale 68-го Берлінського міжнародного кінофестивалю. Українська кіно фестивальна прем'єра фільму відбулася 19 липня 2018 на Одеському міжнародному кінофестивалі. В український обмежений кінопрокат фільм вийшов 13 вересня 2018 року.

### На домашньому відео та ТБ
Фільм вперше став доступний у цифровому форматі 13 березня 2020 року на VOD-платформі Takflix. Фільм вперше став доступний на телебаченні 19 вересня 2020 року на українському публічному телеканалі UA:Культура.

## Відгуки кінокритиків
Фільм отримав змішані відгуки від українських кінокритиків.
Оглядач сайту mrpl.city Іван Синєпалов розташував стрічку на 12 місці у переліку найкращих фільмів, що вийшли в український прокат у 2018 році. За його словами, «„Коли падають дерева“ — моторошне і незрозуміле кіно. Режисерка бавиться зі світом, то творячи гіперреалістичну картину, то впадаючи у фентезійні марення у найліпших традиціях Маркеса».

## Нагороди та номінації
| Список нагород та номінацій                     | Список нагород та номінацій | Список нагород та номінацій                                | Список нагород та номінацій | Список нагород та номінацій | Список нагород та номінацій |
| Кінофестиваль/Кінопремія                        | Рік                         | Категорія                                                  | Номінант(и)                 | Результат                   | Дж                          |
| ----------------------------------------------- | --------------------------- | ---------------------------------------------------------- | --------------------------- | --------------------------- | --------------------------- |
| Берлінський міжнародний кінофестиваль           | 2018                        | Найкращий дебют                                            | Марися Нікітюк              | Номінація                   | [ 19 ]                      |
| Берлінський міжнародний кінофестиваль           | 2018                        | Приз ФІПРЕССІ                                              | Коли падають дерева         | Номінація                   | [ 19 ]                      |
| Берлінський міжнародний кінофестиваль           | 2018                        | Приз Міжнародної конфедерації художнього кіно (C.I.C.A.E.) | Коли падають дерева         | Номінація                   | [ 19 ]                      |
| Берлінський міжнародний кінофестиваль           | 2018                        | Премія «Мир кіно»                                          | Коли падають дерева         | Номінація                   | [ 19 ]                      |
| Берлінський міжнародний кінофестиваль           | 2018                        | Премія Гайнера Карова                                      | Коли падають дерева         | Номінація                   | [ 19 ]                      |
| Берлінський міжнародний кінофестиваль           | 2018                        | Приз екуменічного журі                                     | Коли падають дерева         | Номінація                   | [ 19 ]                      |
| Берлінський міжнародний кінофестиваль           | 2018                        | Label Europa Cinemas                                       | Коли падають дерева         | Номінація                   | [ 19 ]                      |
| 9-й Одеський міжнародний кінофестиваль          | 2018                        | Найкращий український фільм                                | Коли падають дерева         | Номінація                   | [ 20 ] [ 21 ]               |
| 9-й Одеський міжнародний кінофестиваль          | 2018                        | Найкраща акторська робота в національному конкурсі         | Анастасія Пустовіт          | Перемога                    | [ 20 ] [ 21 ]               |
| Національна премія кінокритиків «Кіноколо»      | 26.10.2018                  | Відкриття року                                             | Коли падають дерева         | Перемога                    | [ 22 ]                      |
| Національна премія кінокритиків «Кіноколо»      | 26.10.2018                  | Найкраща акторка                                           | Анастасія Пустовіт          | Номінація                   | [ 23 ]                      |
| 49-й Індійський міжнародний кінофестиваль в Гоа | 2018                        | Золотий павич за найкращий фільм                           | Коли падають дерева         | Номінація                   | [ 24 ]                      |
| 49-й Індійський міжнародний кінофестиваль в Гоа | 2018                        | Срібний павич найкращій акторці                            | Анастасія Пустовіт          | Перемога                    | [ 24 ]                      |
| Премія «Золота дзиґа»                           | 19.04.2019                  | Найкращий фільм                                            | Коли падають дерева         | Номінація                   | [ 25 ]                      |
| Премія «Золота дзиґа»                           | 19.04.2019                  | Найкращий режисер (премія імені Юрія Іллєнка)              | Марися Нікітюк              | Номінація                   | [ 25 ]                      |
| Премія «Золота дзиґа»                           | 19.04.2019                  | Найкраща акторка у головній ролі                           | Анастасія Пустовіт          | Номінація                   | [ 25 ]                      |
| Премія «Золота дзиґа»                           | 19.04.2019                  | Найкращий художник-постановник                             | Влад Дудко                  | Номінація                   | [ 25 ]                      |
| Премія «Золота дзиґа»                           | 19.04.2019                  | Найкращий сценарист                                        | Марися Нікітюк              | Номінація                   | [ 25 ]                      |
| Премія «Золота дзиґа»                           | 19.04.2019                  | Найкращий монтаж                                           | Іван Банніков               | Перемога                    | [ 25 ]                      |
| Премія «Золота дзиґа»                           | 19.04.2019                  | Найкращий звукорежисер                                     | Олександр Шатківський       | Номінація                   | [ 25 ]                      |
| Премія «Золота дзиґа»                           | 19.04.2019                  | Найкращий художник із гриму                                | Тетяна Хорошун              | Номінація                   | [ 25 ]                      |
| Премія «Золота дзиґа»                           | 19.04.2019                  | Найкращий художник з костюмів                              | Костянтин Кравець           | Номінація                   | [ 25 ]                      |